# Paul Gendebien
Pour les articles homonymes, voir Gendebien.
Le baron Paul Victor Jean Ferdinand Marie Gendebien, né le 7 février 1884 et mort le 24 juin 1957, est un homme politique belge. 

## Biographie
Paul Gendebien est le fils de Léon Gendebien et de Louise t'Serstevens. Gendre du baron Maurice Pirmez, il est le père de :
- Étienne (1910-1988), moine bénédictin, prieur de l'abbaye de Maredsous
- Marc (1912-1944), commissaire d'arrondissement de Philippeville, pilote à la Royal Air Force, mort pour la Belgique, marié à la fille du premier ministre Henry Carton de Wiart
- Charles (1916-1984), député et sénateur, marié à Nicole de Borchgrave d'Altena
- Marie-Elisabeth (1919-2012), épouse du comte Claude de Briey
- Hubert (1921-1947), marié à Evelyn Lüdin
- Yves (1923-1942)
- Thérèse (1926-1983), épouse du baron Albert Mélot
- Cécile (1928-2000), épouse de Marcel Nève de Mévergnies

Docteur en droit de l'Université catholique de Louvain, il devient avocat.

## Mandats et fonctions
- Conseiller communal de Marbaix-la-Tour : 1912-1921, 1946-1955
- Bourgmestre de Thuin : 1921-1946
- Membre du Sénat belge : 1936-1946

## Sources
- P. Van Molle, Het Belgisch parlement, p. 154;
- De Katholieke Unie van België, 1934, p. 14.

- Ressource relative à plusieurs domaines :   - ODIS